# Campionati europei di atletica leggera 2018 - Coppa Europa di maratona maschile
La Coppa Europa di maratona maschile ai campionati europei di atletica leggera 2018 si è svolta il 12 agosto 2018.

## Risultati
Il tempo totale di squadra è stato determinato sommando i tre migliori tempi degli atleti della stessa squadra nazionale che hanno completato la maratona. La medaglia è stata attribuita a tutti gli atleti della nazionale che hanno concluso la gara.
| Class.  | Squadra nazionale                                                                  | Tempo    |
| ------- | ---------------------------------------------------------------------------------- | -------- |
| Oro     | Italia Yassine Rachik Eyob Faniel Stefano La Rosa                                  | 6h40'48" |
| Argento | Spagna Javier Guerra Jesús España Camilo Raul Santiago Petro Nimo Iraitz Arrospide | 6h42'43" |
| Bronzo  | Austria Lamawork Ketema Peter Herzog Christian Steinhammer                         | 6h49'29" |
| 4       | Svizzera                                                                           | 6h51'58" |
| 5       | Polonia                                                                            | 6h52'31" |
| 6       | Irlanda                                                                            | 6h53'55" |
| 7       | Germania                                                                           | 6h54'50" |
| 8       | Ucraina                                                                            | 6h55'04" |
| 9       | Lituania                                                                           | 6h57'29" |
| 10      | Francia                                                                            | 6h59'13" |
| 11      | Turchia                                                                            | 7h06'07" |
| 12      | Grecia                                                                             | 7h32'58" |